# Beynost
Beynost ist eine französische Gemeinde mit 4.936 Einwohnern (Stand 1. Januar 2022) im Département Ain in der Region Auvergne-Rhône-Alpes. Sie gehört zum Kanton Miribel im Arrondissement Bourg-en-Bresse und ist Mitglied im Gemeindeverband Miribel et Plateau.

## Geographie
Beynost liegt auf 204 m, etwa 15 Kilometer nordöstlich der Stadt Lyon und 44 Kilometer südsüdwestlich der Präfektur Bourg-en-Bresse (Luftlinie) in der Landschaft Côtière. Die Fläche des 10,64 km² großen Gemeindegebiets umfasst sowohl einen Teil des Schwemmtals der Rhône wie auch einen Teil des Hochplateaus der Dombes. Eine etwa 100 m hohe Geländekante trennt beide Teile. Die Ortschaft liegt vollständig im unteren Abschnitt und bildet mit den Nachbarorten Saint-Maurice-de-Beynost und La Boisse eine kontinuierliche Bebauung. Das Gemeindeareal reicht bis an den Grand Parc de Miribel-Jonage heran und wird vom Canal de Miribel durchquert, ein künstlich geschaffener Seitenkanal der Rhône, der von Jons nach Caluire-et-Cuire führt. Das Gemeindegebiet wird von der Sereine entwässert, die von Montluel kommend die Grenze zur Nachbargemeinde Thil definiert und in den Canal de Miribel mündet.
Nachbargemeinden von Beynost sind Tramoyes im Norden, La Boisse im Osten, Thil und das im Département Rhône gelegene Meyzieu im Süden und Saint-Maurice-de-Beynost im Westen.

## Geschichte
Auf dem Gemeindeboden im Bereich der mittelalterlichen Kirche fanden sich Überreste einer gallorömischen Villa sowie römische Ziegel und Inschriften. Im 13. Jahrhundert gehörte Beynost, dessen Kirchbau 1183 erstmals erwähnt wird, zu den Ländereien der Herren von Montluel. Während der ersten Hälfte des 14. Jahrhunderts änderten sich die Besitzverhältnisse mehrfach, und Beynost gelangte 1317 an den Dauphin von Viennois, dann 1343 unter die französische Krone und 1355 an die Grafen von Savoyen. Mit dem Vertrag von Lyon gelangte die Region im Jahre 1601 an Frankreich. Bis zur Französischen Revolution gehörte der Ort zur Provinz Bresse, danach zum Kanton Montluel und ab 1982 zum neu ausgegliederten Kanton Miribel.

### Bevölkerungsentwicklung
| Jahr                       | 1962 | 1968 | 1975 | 1982 | 1990 | 1999 | 2006 | 2011 | 2020 |
| -------------------------- | ---- | ---- | ---- | ---- | ---- | ---- | ---- | ---- | ---- |
| Einwohner                  | 1386 | 1763 | 2311 | 2714 | 3141 | 3530 | 4174 | 4471 | 4829 |
| Quellen: Cassini und INSEE |      |      |      |      |      |      |      |      |      |

Mit 4936 Einwohnern (Stand 1. Januar 2022) gehört Beynost zu den mittelgroßen Gemeinden des Départements Ain. Nachdem die Einwohnerzahl bis ins erste Viertel des 20. Jahrhunderts konstant bei etwa 900 Einwohnern lag, stieg sie seitdem konstant auf die heutigen Werte an. Die Ortsbewohner von Beynost heißen auf Französisch Beynolan(e)s.

## Wirtschaft und Infrastruktur
In Beynost gibt es mehrere Hundert Betriebe verschiedener Größen, von Einzelunternehmen bis zu Industrie- oder Handelsunternehmen mit einigen Hundert Angestellten. Ein großer Teil der erwerbstätigen Bevölkerung sind außerdem Wegpendler, die vor allem in den ähnlich strukturierten Nachbarorten und dem Großraum Lyon ihrer Arbeit nachgehen.
Beynost hat einen Haltepunkt an der Bahnstrecke Lyon–Genève, die in Ost-West-Richtung über das Gemeindegebiet führt. Die Departementsstraße D1084 durchquert den Ort. Als ehemalige N84 verbindet sie Lyon mit Nantua und ist auch Teil der Landstraßenverbindung zwischen Lyon und der Westschweiz. Die Autobahn A42 verläuft ebenfalls durch das Gemeindegebiet und hat dort eine Mautstelle, der nächste Anschluss befindet sich in 2 km Entfernung im Nachbarort Saint-Maurice-de-Beynost. Am Nordwestrand der Gemeinde verlaufen außerdem die Ostumgehung von Lyon (Autobahn A432) und die Schnellfahrstrecke LGV Rhône-Alpes. Beide überwinden mittels langgestreckter Viadukte die Geländekante zum Plateau der Dombes. Der nächstgelegene Flughafen ist Lyon-Saint-Exupéry in 15 km Entfernung (Luftlinie).

### Bildung
In Beynost befinden sich eine Vorschule (école maternelle), eine staatliche Grundschule (école élémentaire) und eine Gesamtschule (collège).

## Sehenswürdigkeiten
Die ursprüngliche Pfarrkirche Saint-Julien wurde im 12. Jahrhundert erbaut. Über die Jahrhunderte hinweg erfuhr sie eine Reihe von Veränderungen: Schiff und Apsis wurden vergrößert sowie vier Seitenkapellen angebaut. Nachdem die Kirche 1908 außer Dienst gestellt und ihr gesamtes Mobiliar in einen Neubau transferiert worden war, nutzte die Gemeinde das Gebäude von 1911 bis 1989 als Festsaal. Die einige 100 Meter entfernt stehende neue Kirche von Beynost ist ebenfalls Saint Julien gewidmet.
Die Villa Monderoux geht in ihren ältesten Gebäudeteilen auf das 16. Jahrhundert zurück, wurde aber von ihren verschiedenen Besitzern mehrfach erweitert. Sie gelangte 2003 an die Gemeinde, die sie als Kulturzentrum nutzt, und besitzt einen Parc, der als Kulturerbe eingeschrieben ist.

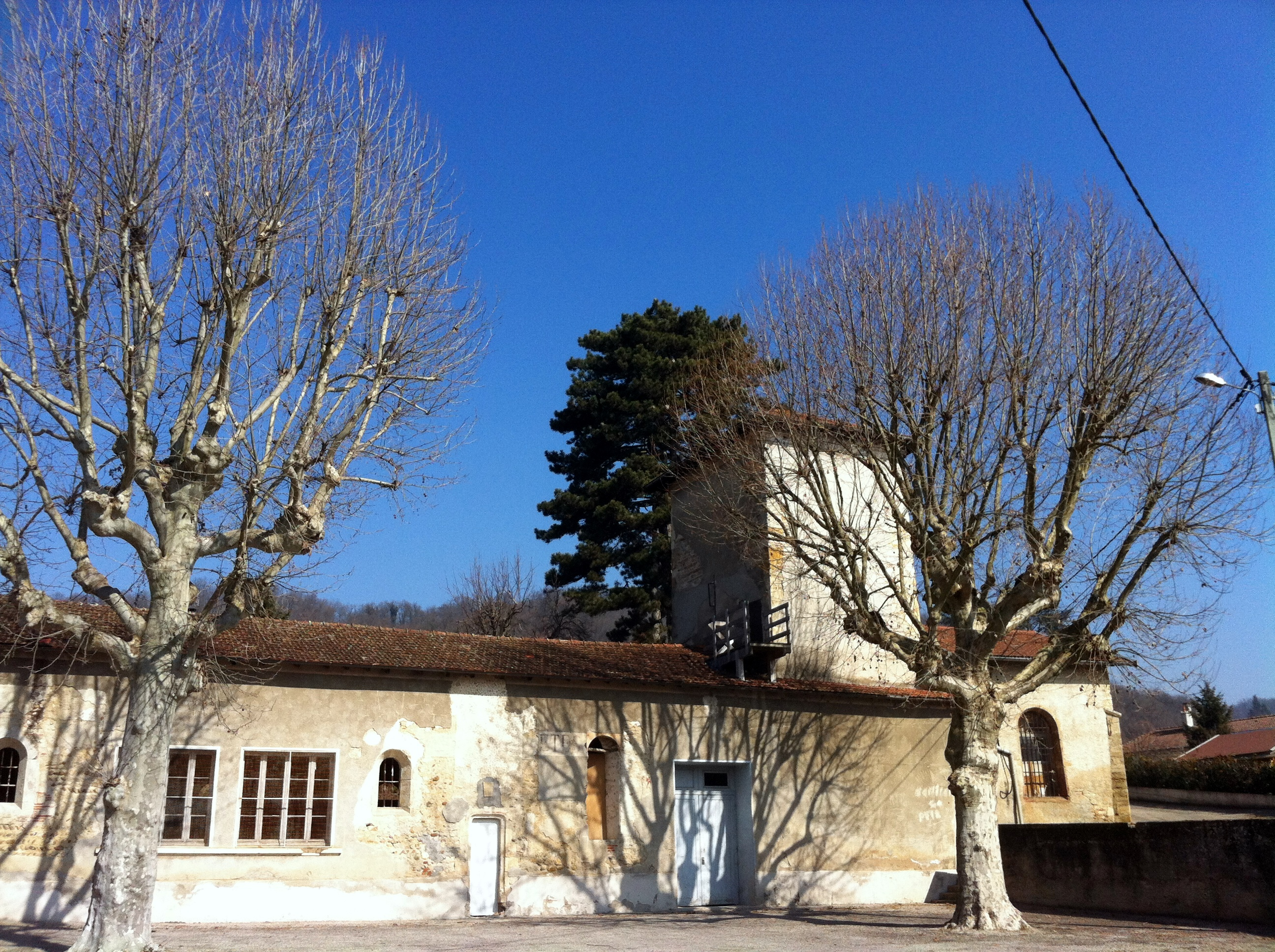
Kirche Saint-Julien
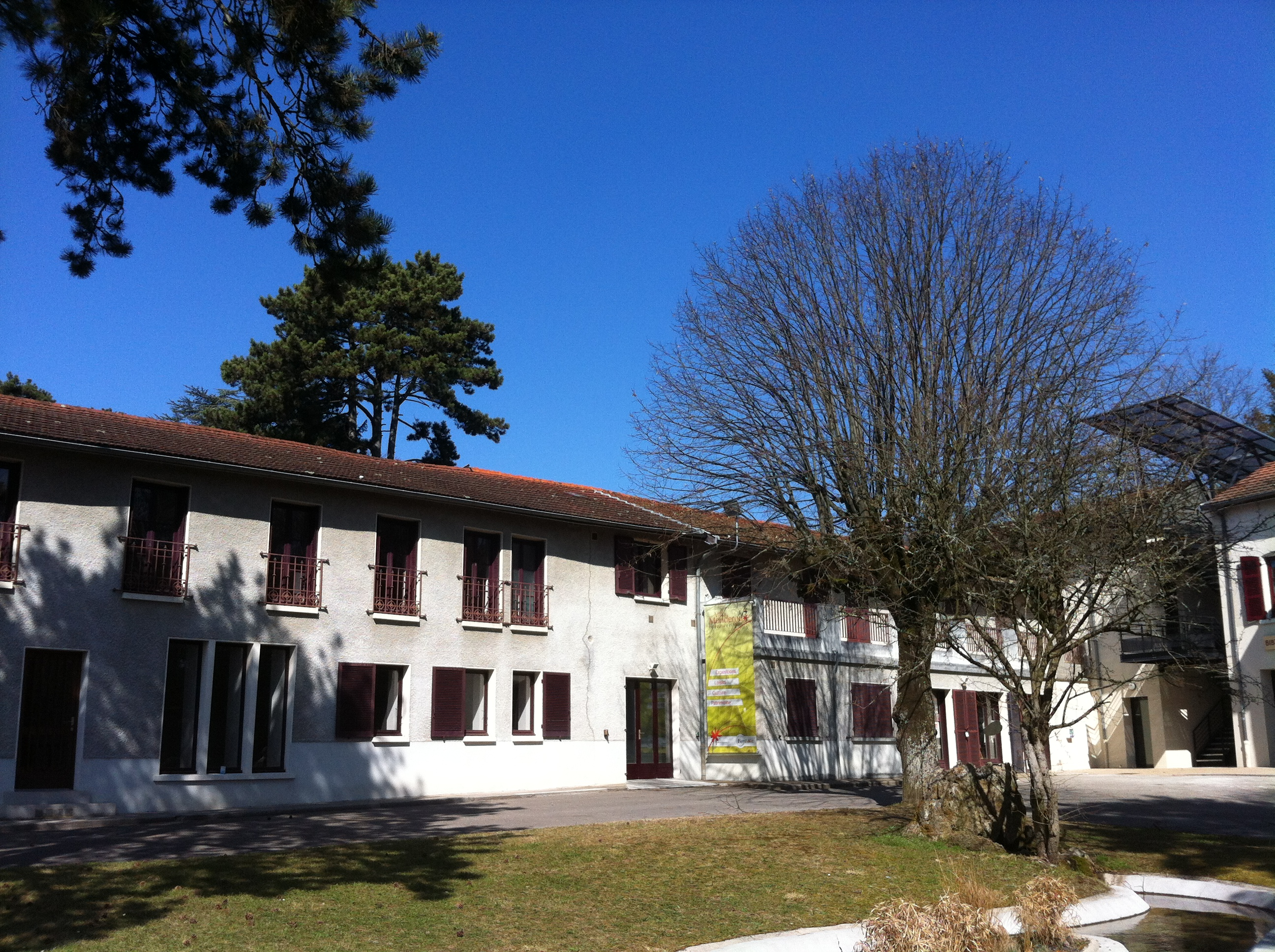
Villa Monderoux
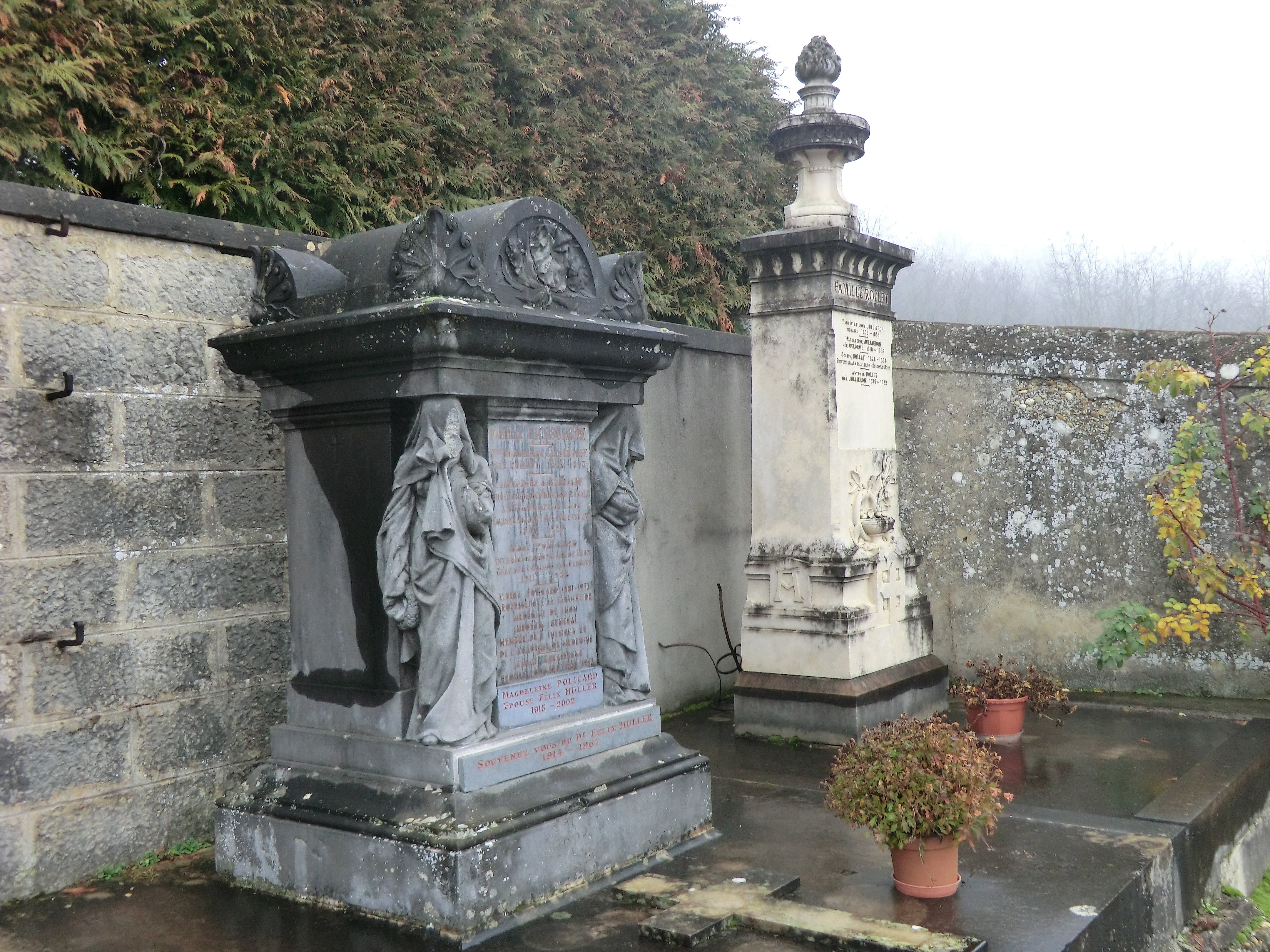
Grabmal (links) von Alexandre und Jean Lacassagne

## Persönlichkeiten
- Alexandre Lacassagne (1843–1924), französischer Arzt und Kriminologe, ist in Beynost begraben.
- Sein Sohn Jean Lacassagne (1886–1960), französischer Arzt und Argotologe, ist ebenfalls in Beynost begraben.